# Thomas Thurnbichler
Ne doit pas être confondu avec Stefan Thurnbichler.
Thomas Thurnbichler, né le 19 juin 1989 à Innsbruck, est un sauteur à ski autrichien. En avril 2022, il est nommé entraîneur de l'équipe masculine de saut à ski polonaise.

## Palmarès

### Championnats du monde junior
- Championnats du monde junior de saut à ski 2007 à Tarvisio 
  -  Médaille de bronze en individuel.